# Panionium
Le Panionium (Πανιώνιον, Paniônion en grec ancien) était le  sanctuaire central, et  point de rassemblement de la  Confédération ionienne. Les Ioniens venaient de leurs  villes et s'y rassemblaient. Ils faisaient un festival avec des jeux qu'ils ont baptisé Panionia.
Sa position approximative était connue  depuis l'Antiquité, mais le site exact était perdu. Ce n'est que récemment que deux sites ont successivement été candidats à l'identification. Il semble que le choix entre les deux ne fasse pas encore l'objet d'un consensus.

## Histoire

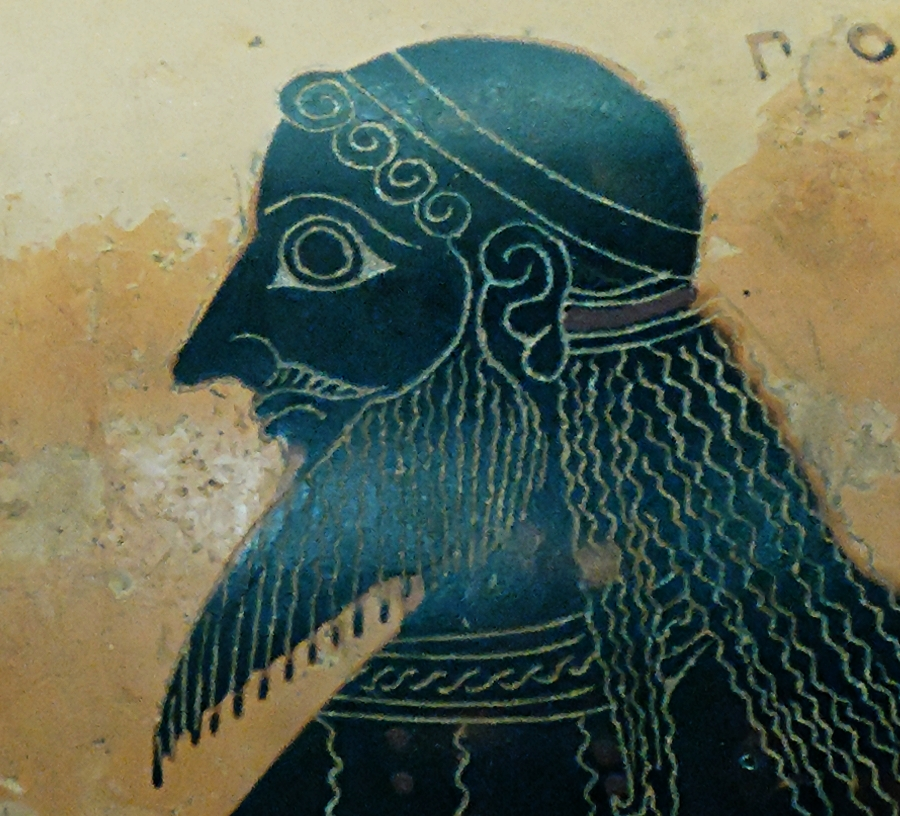
Tête de Poséidon (identifiée par une inscription), détail d'une scène représentant Athéna et Poséidon. Face B d'une amphore attique à figures noires, datée d'environ 550–530 av. J.-C., de Vulci, signée par le peintre d'Amasis.

Le Panionium (Πανιώνιον, Paniônion en grec ancien) était le  sanctuaire central, et  point de rassemblement de la  Confédération ionienne, dédié à Poséidon Héliconios. Cette confédération  a été formée, d'après les Marbres de Paros, à l'année qui précède l'ère des Olympiades, c'est-à-dire à l'an 777e siècle av. J.-C., par douze villes ioniennesde la côte ouest de l'Asie Mineure (aujourd'hui la Turquie). 
Les Ioniens avaient émigré vers le XIe siècle av. J.-C. de la Grèce continentale vers l'Asie Mineure, et avaient fondé ensuite un nombre appréciable de villes importantes, devenues ports, centres commerciaux, et métropoles de nombreuses colonies, et ainsi parvenues à la prospérité et à l'influence politique. Dans le territoire des habitants d'origine, les Cariens, ils firent au milieu du VIIe siècle av. J.-C. une guerre pour la possession de la ville de Mélia. La ville fut détruite, mais les Ioniens reprirent  à leur compte le culte qu'ils trouvèrent au voisinage, sur le mont Mycale, à environ 100 km au sud de Smyrne — maintenant İzmir, en  Turquie.
Homère déjà, dans l'Iliade, évoque « sur le sommet venteux du Mycale » le culte de Poséidon Héliconios, auquel on sacrifie des taureaux. Et c'est là, à l'emplacement du sanctuaire carien, que les villes de la Confédération ionienne érigent leur sanctuaire pan-ionien. Toutes les cérémonies sacrées, mais aussi les discussions des ambassadeurs des villes ioniennes, les « probules », se tiennent dans cette enceinte.
Hérodote le définit ainsi :

« Le Panionium est un domaine sacré sur la face nord du Mycale ; il a été consacré à Poséidon Héliconios par la volonté collective des Ioniens. Le cap Mycale est un cap vers l'ouest face à Samos ; les Ioniens venaient de leurs  villes et s'y rassemblaient. Ils faisaient un festival qu'ils ont baptisé Panionia. »

Le sanctuaire était sous la garde de la ville ionienne de Priène, l'une des douze cités de la Confédération ionienne. Priène était à environ 15 km de distance, sur la face opposée du mont Mycale. Les Priéniens géraient le sanctuaire et présidaient les sacrifices et rituels sacrés.
Le Panionium était le site du festival religieux et des jeux ioniens que l'on appelait les Panionia. Sous la domination perse, les activités du Panionium ont été restreintes. Thucydide raconte à la fin du Ve siècle av. J.-C. que les Ioniens célébraient leur festival à Éphèse. Diodore de Sicile écrit que les Ioniens avaient été forcés à déménager les Panionia du Panionium à Éphèse, à cause des combats dans la contrée environnante. Sous Alexandre le Grand, les jeux et le festival retournèrent au  Panionium, jusques et y compris sous la domination romaine, mais sans retrouver leur splendeur passée.

## Situation
La situation du Panionium est donnée par plusieurs auteurs. Hérodote dit qu'il est « consacré sur le mont Mycale, orienté au Nord et dédié par les Ioniens d'un commun accord, à Poséidon d'Hélicé. Le Mycale est un promontoire qui s'allonge du côté du vent d'ouest en face de Samos [...] », et Strabon que c'est « après le détroit de Samos, près du mont Mycale, en direction d'Éphèse … à trois stades au-dessus de la mer ». Mais la position exacte du site est encore controversée.

### Identification
Une indication possible de la position du Panionium est la découverte d'une inscription dans cette zone en 1673. Theodor Wiegand a découvert un site à la fin du XIXe siècle, qui a été fouillé en 1958 par Kleiner, Hommel et Müller-Wiener.
Il se situe à 17 km au sud de Kuşadası, près de Güzelçamlı, sur la pente nord du mont Mycale, au sommet d'une colline basse actuellement nommée Otomatik Tepe (colline de la mitrailleuse), face à la mer.
Le site de Wiegand a été longtemps identifié comme le Panionium. Il était enclos d'un mur de téménos, dont on peut encore voir une à trois assises de fondation, avec entrée à l'ouest. Dans l'aire centrale, on a la preuve de l'existence d'une pierre rectangulaire de 17,5 m sur 4,25 m, que l'on suppose être l'autel de Poséidon, datant de la fin du VIe siècle av. J.-C. Au pied de la colline, à 50 m au sud-ouest de l'autel, il y a un petit théâtre, ou odéon. De 32 m de diamètre, un peu plus que semi-circulaire, il comprend 11 rangées de sièges, taillés à même le rocher, et on suppose que c'était la chambre du conseil pour les réunions de la Confédération ionienne. Il date du IVe siècle av. J.-C., quand la Confédération et les Panionia ressuscitèrent. Entre le sanctuaire et la salle du conseil, il y a une grande excavation, dont aucun usage cultuel n'est connu. Des sources anciennes mentionnent des sacrifices,,, mais pas de temple, et aucun n'a été trouvé.
Or, dès 1900, le philologue allemand Ulrich von Wilamowitz-Moellendorff avait indiqué que le Panionium devrait être en connexion directe avec des restes cariens plus anciens.
En 2004, l'archéologue allemand Hans Lohmann, de l'Université de Bochum, en étudiant la péninsule du mont Mycale, a découvert un autre site archéologique, à 750 m d'altitude dans les montagnes. Lohmann suppose que ce site, surmontant la majeure partie de l'Ionie, doit être identifié avec le Panionium, pour la simple raison qu'il correspond mieux aux sources  écrites. 
L'équipe de Lohmann trouve les ruines étendues d'une bourgade carienne montagnarde fortifiée. On y trouve aussi les fondations et les murs fortement ruinés d'un temple plus récent d'ordre ionique  du VIe siècle av. J.-C. Sa longueur d'environ 30 m indique qu'il s'agit d'un hécatompédos, soit d'un temple de cent pieds. Les premières investigations montrent qu'il a été bâti vers 540 av. J.-C., et que plus tard, probablement pendant l'invasion des Perses, il a été détruit et incendié.
La découverte de ce site permettrait aussi maintenant une clarification des restes trouvés près du village de Güzelçamlı, et longtemps interprétés comme le Panionium. Selon  Diodore, on a voulu déménager le sanctuaire ultérieurement. Lohmann pouvait alors confirmer cette indication, mais le temple et l'autel n'ont jamais été achevés. Le plan de ressusciter l'Ionisme vers le IVe – IIIe siècle av. J.-C. a apparemment été abandonné.  
En été 2005, le temple a été fouillé plus à fond en collaboration avec le musée d'Aydın, au titre de fouille conservatoire : le vandalisme des fouilleurs d'occasion nécessite une mise à l'abri rapide des restes.